# Żółta Dziura
Żółta Dziura (Jaskinia Żółta, Dziura pod Saturnem) – jaskinia, a właściwie schronisko, w Dolinie Kościeliskiej w Tatrach Zachodnich. Wejście do niej znajduje się w Wąwozie Kraków, w południowym zboczu Saturna, w pobliżu Żółtego Schronu, Dwuotworowej Szczeliny i Szczeliny w Ratuszu, na wysokości 1202 metrów n.p.m. Długość jaskini wynosi 14 metrów, a jej deniwelacja 9,5 metrów.

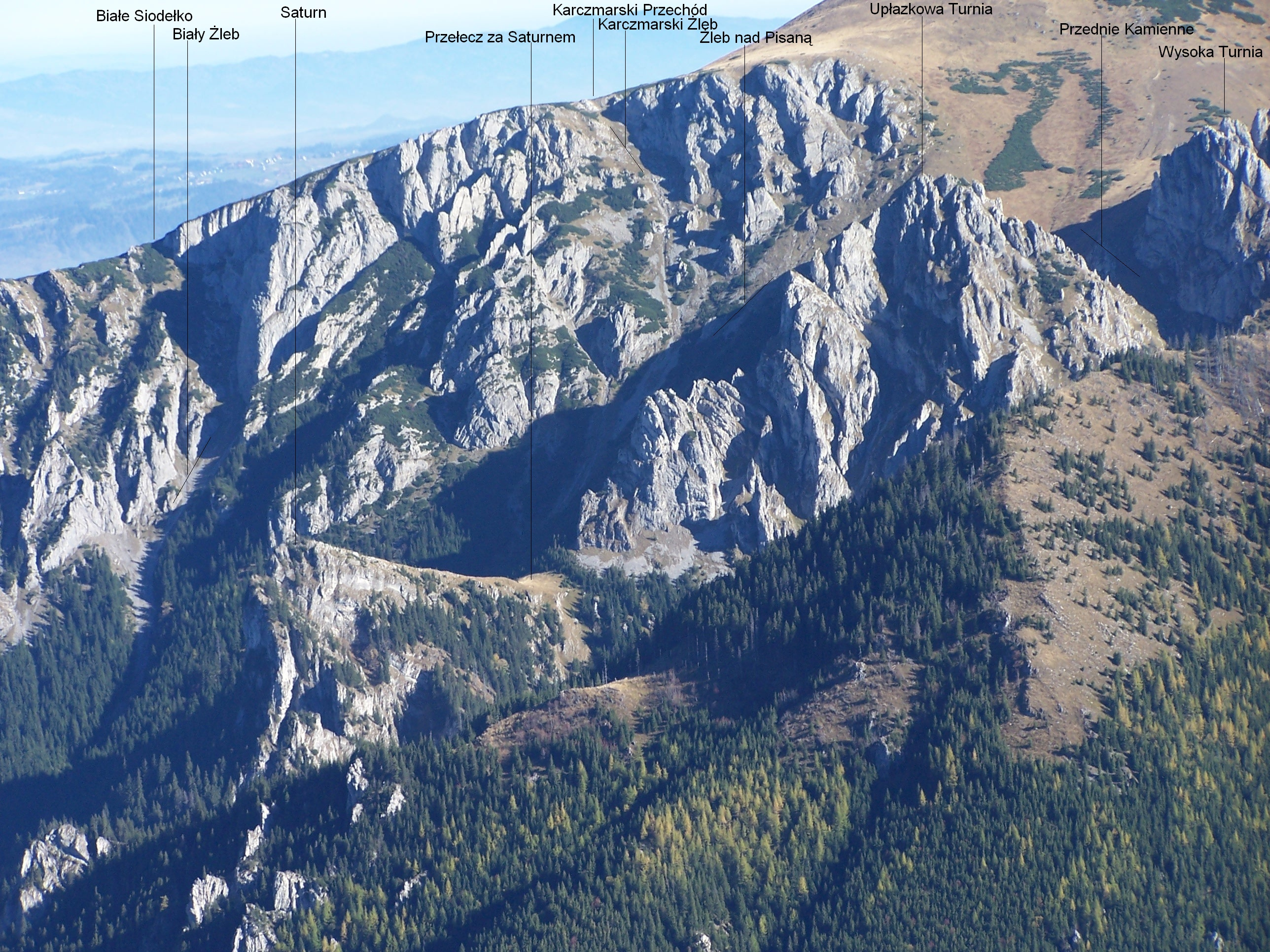
Widok z Ornaku na górną część Wąwozu Kraków

## Opis jaskini
Jaskinię stanowi duża sala o pochyłym dnie zaczynająca się w obszernym otworze wejściowym. Odchodzi z niej idący stromo do góry krótki korytarzyk.

## Przyroda
W jaskini brak jest nacieków. Ściany w głębi są wilgotne, rośną na nich przeważnie porosty, które przy otworze wejściowym mają żółty kolor. Stąd nazwa jaskini.

## Historia odkryć
Jaskinia była prawdopodobnie znana od dawna. Pierwszą wzmiankę o niej opublikował Z. Wójcik w 1966 roku pod nazwą Jaskinia Żółta.